# Suyane Moreira
Suyane Moreira (Juazeiro do Norte, 7 de noviembre de 1982) es una actriz y modelo brasileña. Debutó como actriz en la película Árido Movie, donde interpretó a una indígena. En 2007 y 2008 trabajó en las miniseries Amazonia, de Galvez a Chico Mendes y Os Mutantes - Caminos del Corazón, producciones que sirvieron para establecer su carrera como actriz.
Antes de iniciar una carrera en la actuación, Suyane era modelo de la agencia Ford Models, que la contrató después de que figurara entre las cinco finalistas del certamen Supermodelo Brasil 2000. El contrato la llevó a trabajar en el extranjero para convertirse en una de las caras de la marca M. Oficial del estilista Carlos Miele.

## Filmografía

### Televisión
- 2007 - Amazônia, de Gálvez a Chico Mendes
- 2007 - Caminhos do Coração
- 2008 -	Os Mutantes - Caminhos do Coração
- 2009 -	Mutantes - Promessas de Amor
- 2010 -	Araguaia
- 2012 -	As Brasileiras (episodio: "A Selvagem de Santarém")
- 2017 -	Power Couple Brasil
- 2017 -	Novo Mundo

### Cine
- 2006 -	Árido Movie